# Toluviejo
Toluviejo är en ort i Colombia.   Den ligger i departementet Sucre, i den norra delen av landet, 600 km norr om huvudstaden Bogotá. Toluviejo ligger 68 meter över havet och antalet invånare är 8 260.
Terrängen runt Toluviejo är huvudsakligen platt, men åt nordost är den kuperad. Runt Toluviejo är det ganska tätbefolkat, med 80 invånare per kvadratkilometer. Närmaste större samhälle är Sincelejo, 16,8 km söder om Toluviejo. Omgivningarna runt Toluviejo är huvudsakligen savann.